# 1 Corintios 1
1 Corintios 1  es el primer capítulo de los dieciséis que consta la Primera Epístola a los Corintios del apóstol Pablo y contiene 36 versículos. 
Pablo empieza con un saludo presentándose como apóstol de Cristo Jesús por voluntad de Dios y presenta los siguientes temas:
- Saludo. Versículos del 1 al 3.
- Acción de gracias. Versículos del 4 al 9.
- Exhortación a la unidad. Versículos del 10 al 17.
- Sabiduría de la cruz. Versículos del 18 al 31.

## Manuscritos primitivos supervivientes
El manuscrito original de este libro se ha perdido, y las texto de los manuscritos supervivientes varía. Los manuscritos más antiguos que contienen parte o la totalidad del texto de este libro incluyen:
- Papiro 46 (175-225 d. C.)
- Codex Vaticanus (325-350 d. C.)
- Codex Sinaiticus (330-360)
- Papiro 123 (siglo IV)[1]
- Codex Alexandrinus (400-440)
- Codex Ephraemi Rescriptus (~450)
- Codex Freerianus (~450)[2]
- Códice Claromontano (~550)
- Codex Coislinianus (~550)
- Papiro 14 (siglo VI)
- Papiro 11 (siglo VII;)[3]

## Saludo
1. Pablo, llamado a ser apóstol de Cristo Jesús por voluntad de Dios, y Sóstenes, nuestro hermano, 
2. a la Iglesia de Dios que está en Corinto, a los santificados en Cristo Jesús, llamados a ser santos, y a todos los que invocan en todo lugar el nombre de nuestro Señor Jesucristo, Señor suyo y nuestro: 
3. gracia y paz a vosotros de parte de Dios, nuestro Padre, y del Señor Jesucristo.

### Comentario a los versículos 1-3
En los versículos 1-2, el Apóstol se presenta con su nombre y destaca tres aspectos fundamentales de su misión: su llamada divina, su rol como apóstol de Jesucristo y su misión sustentada en la voluntad de Dios. Pablo se considera "llamado" porque reconoce que su vida cambió completamente después de su encuentro con Cristo en el camino a Damasco. Al identificarse como apóstol de Cristo Jesús, subraya la autoridad con la que enseña, corrige y orienta tanto en palabra como en escrito. La frecuente mención de Cristo Jesús —nueve veces en los primeros nueve versículos— muestra su papel central en la vida de los creyentes y en la comunidad de Corinto. La frase por voluntad de Dios refuerza la legitimidad de su ministerio.
Además, Sóstenes, nombrado de una manera que sugiere cercanía con los corintios, posiblemente colaboró en la redacción de la carta, aunque no existen pruebas definitivas de que fuera el líder de la sinagoga en Corinto. La expresión Iglesia de Dios en Corinto indica el destino específico de la carta y alude a que cada comunidad local, como esta de Corinto, representa a la Iglesia universal en su unidad indivisible.

La llama el Apóstol Iglesia de Dios para designar que la unidad es el carácter esencial y necesario. La Iglesia de Dios es una en los miembros y no forma más que una sola Iglesia con todas las comunidades extendidas en el universo, porque la palabra Iglesia no es la designación del cisma, sino de la unidad, de la armonía, de la concordia.

La expresión «los santificados en Cristo Jesús» (v. 2) señala que los bautizados están unidos a Cristo, de manera similar a los sarmientos conectados a la vid. Esta unión es la fuente de su santidad, ya que los hace partícipes de la santidad divina y los convoca a una vida de integridad moral. En las cartas de San Pablo, la frase «en Cristo Jesús» aparece unas 65 veces, subrayando el profundo vínculo espiritual y transformador que une al creyente con Cristo.

Llámanse santos los fieles que se han constituido en pueblo de Dios, o que se han consagrado a Cristo al recibir la fe y el bautismo; a pesar de ofenderle en muchas cosas y de no cumplir lo que prometieron; a la manera que también los que profesan un arte, aunque no guarden sus reglas, conservan, sin embargo, el nombre de artistas. En virtud de esto, llama San Pablo santificados y santos a los de Corinto, entre los cuales es evidente que hubo algunos a quienes reprende duramente por deshonestos, y con epítetos aún más graves.

## Acción de gracias.
4. Doy continuamente gracias a mi Dios por vosotros, a causa de la gracia de Dios que os ha sido concedida en Cristo Jesús, 
5. porque en él fuisteis enriquecidos en todo: en toda palabra y en toda ciencia, 
6. de modo que el testimonio de Cristo se ha confirmado en vosotros, 
7. y así no os falta ningún don, mientras esperáis la manifestación de nuestro Señor Jesucristo. 
8. Él os confirmará hasta el final, para que seáis hallados irreprochables el día de nuestro Señor Jesucristo. 
9. Fiel es Dios, por quien fuisteis llamados a la unión con su Hijo Jesucristo, Señor nuestro.

### Comentario a los versículos 4-9
La acción de gracias, habitual en las cartas de Pablo, se carga aquí de un profundo contenido doctrinal. En ella, el apóstol recuerda a los corintios que su posición privilegiada proviene de Dios (v. 4), y que han sido dotados con dones de palabra y conocimiento (vv. 5-6), mientras esperan la venida gloriosa de Cristo (vv. 7-9). Aunque los dones y carismas recibirán un tratamiento más detallado en otros capítulos de la carta (12,1ss.), en esta introducción Pablo destaca el enriquecimiento «en palabra y en ciencia» (v. 5), refiriéndose tanto al entendimiento de la doctrina cristiana como a la capacidad de comunicarla con claridad.

Hay quienes poseen el don de ciencia, pero no el de la palabra; y hay quienes poseen una y otra. Los simples fieles, las inteligencias sencillas conocen nuestras verdades, pero no pueden expresarlas con la claridad con que están en su espíritu. Vosotros, en cambio, dice San Pablo, no sois así: vosotros conocéis esas verdades y podéis hablar de ellas, sois ricos en el don de la palabra y en el de la ciencia.

La expresión «Os confirmará hasta el final» subraya la perspectiva escatológica, es decir, los eventos que sucederán al final de la vida y de la historia. Pablo aclara que, aunque algunos pensaban haber alcanzado la perfección plena, aún estamos en un camino de lucha y esperanza hasta la llegada del «día del Señor», que representa el juicio final en el que Cristo se revelará en su plena gloria.

## Temas centrales
La primera parte de la carta aborda varios problemas presentes en la comunidad cristiana de Corinto. Primero, Pablo trata las «divisiones internas», recordándoles el mensaje del Evangelio de la cruz que habían recibido. Luego, a la luz de este mismo Evangelio, examina tres situaciones complejas: el caso de un miembro que incurre en incesto; la manera de resolver disputas legales entre ellos; y la enseñanza sobre el uso adecuado del cuerpo y la sexualidad. 
El primer tema que Pablo aborda es la «falta de unidad en la comunidad». Después de señalar las divisiones entre los cristianos de Corinto, expone las causas de esta desunión: la incapacidad de comprender la verdadera sabiduría y de entender el rol auténtico de los ministros de Cristo.

## Exhortación a la unidad. Versículos 10-17
10. Os exhorto, hermanos, por el nombre de nuestro Señor Jesucristo, a que todos tengáis un mismo lenguaje y a que no haya divisiones entre vosotros, a que viváis unidos en un mismo pensar y en un mismo sentir. 
11. Porque, por los de Cloe, me han llegado noticias sobre vosotros, hermanos míos, de que hay discordias entre vosotros. 
12. Me refiero a que cada uno de vosotros va diciendo: «Yo soy de Pablo», «Yo, de Apolo», «Yo, de Cefas», «Yo, de Cristo». 
13. ¿Está dividido Cristo? ¿Es que Pablo fue crucificado por vosotros o fuisteis bautizados en el nombre de Pablo?

### Comentario a los versículos 10-17
San Pablo reprende con firmeza a los corintios por las divisiones que han surgido entre ellos, motivadas no tanto por diferencias doctrinales como por actitudes partidistas. La amonestación reviste una gran seriedad, apelando directamente al nombre del Señor Jesucristo (v. 10), y la exhortación es explícita: mantener un mismo lenguaje, un mismo modo de pensar y un mismo sentir. Esta llamada a la unidad subraya un principio fundamental para la vida eclesial: la comunión en la fe, tal como ha sido transmitida y conservada en la Tradición apostólica. La fidelidad a esa fe común es el fundamento que sostiene la unidad visible de la Iglesia.

Hay que mantener perpetuamente aquel sentido de los sagrados dogmas que una vez declaró la santa madre Iglesia y jamás hay que apartarse de ese sentido bajo pretexto y nombre de una más alta inteligencia. “Crezca, pues, y progrese amplia y dilatadamente la inteligencia, ciencia y sabiduría de todos y de cada uno, tanto de un solo hombre como de la Iglesia entera en el decurso de las épocas y de los siglos, pero permaneciendo siempre en su género, es decir, en el mismo dogma, en el mismo sentido y en la misma significación (eodem sensu eademque sententia)

Pablo menciona las divisiones entre los corintios (v. 10), comunicadas por «los de Cloe», probablemente miembros de una familia o comunidad cristiana vinculada a una mujer conocida en Corinto, que habrían informado al Apóstol durante su estancia en Éfeso. En la comunidad se habían formado grupos en torno a figuras destacadas. Los de Apolo seguían a este judío alejandrino, elocuente y conocedor de las Escrituras, que predicó en Corinto. Algunos se decían de Pedro, quizás por su paso por la ciudad —aunque no hay pruebas— o por la llegada de discípulos suyos. El grupo «de Cristo» es más incierto: podría aludir a cristianos ligados a predicadores judaizantes procedentes de Jerusalén, a creyentes que afirmaban su adhesión directa a Cristo como rechazo a las divisiones, o ser una expresión irónica de Pablo para mostrar lo absurdo de estas facciones. Sobre los bautizados por Pablo (vv. 13–14), se citan Crispo, jefe de la sinagoga convertido por él (cf. Hch 18,8); Gayo, en cuya casa se hospedó (cf. Rm 16,23); y la familia de Estéfanas, primeros convertidos de Acaya.
Con la frase «Cristo no me envió a bautizar sino a evangelizar» (v. 17), Pablo reafirma su imparcialidad y rechaza que se le utilice para crear divisiones. No contrapone la evangelización a los sacramentos, sino que subraya su misión principal. Pablo VI aclaró este punto:

En un cierto sentido es un equívoco oponer, como se hace a veces, la evangelización a la sacramentalización. Porque es seguro que si los sacramentos se administraran sin darles un sólido apoyo de catequesis sacramental y de catequesis global, se acabaría por quitarles gran parte de su eficacia. La finalidad de la evangelización es precisamente la de educar en la fe, de tal manera, que conduzca a cada cristiano a vivir —y no a recibir de modo pasivo o apático— los sacramentos como verdaderos sacramentos de la fe. 

## Sabiduría de la cruz. Versículos 18-31

### Comentario a los versículos 18-31
Los corintios no han comprendido la verdadera sabiduría, que se revela en la cruz de Cristo. La cruz es lugar de juicio y fuente de sabiduría. Ante ella, los hombres se dividen: para algunos, el mensaje de la cruz es una necedad; son los que van camino de la perdición. Para otros, los que se encaminan hacia la salvación, la cruz es fuerza de Dios, porque en ella se ha vencido al pecado y al poder del mal. Por eso, la Iglesia proclama la cruz como signo de victoria y exhorta a abrazarla con fe.

Mirad el árbol de la Cruz donde estuvo clavada la salvación del mundo.

También otros santos han alabado con cánticos las excelencias de la Cruz de la siguiente manera:

¡Oh don preciosísimo de la cruz! ¡Qué aspecto tiene más esplendoroso! (…). Es un árbol que engendra la vida, sin ocasionar la muerte; que ilumina sin producir sombras; que introduce en el paraíso, sin expulsar a nadie de él; es un madero al que Cristo subió, como rey que monta en su cuadriga, para derrotar al diablo que detentaba el poder de la muerte, y librar al género humano de la esclavitud a que la tenía sometido el diablo. Este madero, en el que el Señor, cual valiente luchador en el combate, fue herido en sus divinas manos, pies y costados, curó las huellas de pecado y las heridas que el pernicioso dragón había infligido a nuestra naturaleza (…). Aquella suprema sabiduría, que, por así decir, floreció en la cruz, puso de manifiesto la jactancia y la arrogante estupidez de la sabiduría mundana.

Tomás de Aquino la exalta de la siguiente manera:

La predicación de la cruz de Cristo contiene algo que según la sabiduría humana parece imposible, como que Dios muera, o que el omnipotente se someta a las manos de los violentos. También contiene cosas que parecen contrarias a la prudencia de este mundo, como que uno, pudiendo, no huya de las contrariedades.

## Rweferencias
1. ↑  «P123 (P. Oxy. 4844). Liste Handschriften DocID: 10123». Münster: Instituto para la Investigación Textual del Nuevo Testamento. Consultado el 29 de marzo de 2019.
2. ↑  «016 (Smithsonian Institution, Freer Gallery of Art F1906.275). Liste Handschriften DocID: 20016». Münster: Institute for New Testament Textual Research. Consultado el 29 de marzo de 2019.
3. ↑  Gregory, Caspar René (1908).  J.C. Hinrichs'sche Buchhandlung, ed. Die griechischen Handschriften des Neuen Testament. Leipzig. p. 46.
4. ↑  Facultad de Teología. Comentarios a la Sagrada Biblia: Universidad de Navarra (pp. 9997-9998). EUNSA Ediciones Universidad de Navarra.
5. ↑  Juan Crisóstomo, In 1 Corinthios, 1, ad loc.
6. ↑  Facultad de Teología. Comentarios a la Sagrada Biblia: Universidad de Navarra (p. 9998). EUNSA Ediciones Universidad de Navarra.
7. ↑  Catechismus Romanus 1,10,15
8. 1 2  Facultad de Teología. Comentarios a la Sagrada Biblia: Universidad de Navarra (p. 9999). EUNSA Ediciones Universidad de Navarra.
9. ↑  Juan Crisóstomo, In 1 Corinthios 2, ad loc.
10. ↑  Facultad de Teología. Comentarios a la Sagrada Biblia: Universidad de Navarra (p. 10001). EUNSA Ediciones Universidad de Navarra
11. ↑  Vicente de Lerins, Commonitorium 28
12. ↑  Concilio Vaticano I]], Dei Filius, cap. 4
13. ↑  Pablo VI Evangelii nuntiandi, n. 47
14. ↑  Misal Romano, Celebración de la Pasión del Señor
15. ↑  Teodoro Estudita, Oratio in adorationem crucis
16. ↑  Tomás de Aquino Super 1 Corinthios, ad loc.